# Federació d'Entitats Excursionistes de Catalunya
La Federació d'Entitats Excursionistes de Catalunya (FEEC), també anomenada Federació Catalana d'Alpinisme i Escalada, és l'òrgan que agrupa les entitats excursionistes de Catalunya, i que ofereix una sèrie de serveis a tots els practicants de les disciplines esportives lligades a l'excursionisme i l'alpinisme. Forma part de la Unió de Federacions Esportives de Catalunya.

## Història
El precedent de l'actual FEEC va ser la Lliga de les Societats Excursionistes de Catalunya, creada el 1920 i presidida per Cèsar August Torras. Aquesta Lliga fou promoguda des de l'Aplec Excursionista de Poblet (1910) i els congressos excursionistes de Lleida (1911) i de Manresa (1912) fins que amb el cop d'estat del 1923 la Lliga fou clausurada. L'any 1930 se'n restabliren les funcions i adoptà la denominació actual de Federació d'Entitats Excursionistes de Catalunya, sota la presidència del Centre Excursionista de Catalunya. En aquesta nova etapa es crearen el Comitè Català de Refugis (1931) i la Federació Catalana d'Esquí (1933). Altre cop la Guerra Civil Espanyola, clausurà la FEEC fins que el 1940 es constituí la Federación de Montañismo y Esquí de los Pirineos Orientales, que l'any següent passà a denominar-se Federación Catalana de Esquí. El 1946 es va recuperar la Federación Española de Montañismo (FEM) i es crearen les delegacions territorials, entre les quals hi havia la catalana. El 1962 la Delegación Regional para Cataluña es convertí en la Federación Catalana de Montañismo fins que el 1977 les entitats excursionistes decidiren recuperar la denominació original del 1930 i dotar-se d'un nou estatut, finalment aprovat el 1991. Va ser la primera federació esportiva catalana reconeguda oficialment com a membre d'un organisme federatiu internacional, la Unió Internacional d'Associacions d'Alpinisme (UIAA) i, actualment, ostenta la representació de l'Excursionisme Català davant de qualsevol organisme públic o privat en les disciplines d'excursionisme, senderisme, marxes, escalada (clàssica en roca, esportiva, de competició i escalada en glaç), alpinisme, esquí de muntanya, descens de barrancs, bicicleta de muntanya, curses de muntanya, acampada esportiva, raquetes de neu i, també, n'és competència seva la formació d'esportistes i tècnics d'aquestes activitats. La FEEC s'organitza a Catalunya a través de 12 delegacions territorials anomenades "regions" que agrupen les entitats excursionistes de més d'una comarca, exceptuant-ne el Barcelonès a causa de l'elevat nombre d'habitants d'aquesta comarca. Internament s'organitza a través d'òrgans tècnics com són:
- Comitè Català de Campaments
- Comitè Català d'Escalada Esportiva
- Comitè Català d'Esquí de Muntanya
- Comitè Català de Marxes
- Comitè Català de Ral·lis d'Alta Muntanya
- Comitè Català de Refugis
- Comitè Català de Senders
- Comitè Català de Curses de Muntanya
- Comitè Català de Descens de Barrancs
- Comitè Català de Natura
- Escola Catalana d'Alta Muntanya (ECAM)

Des del 1966 edita la revista Vèrtex d'edició bimestral. Aquesta publicació és la revista esportiva més llegida en català amb un tiratge d'uns 29.000 exemplars. A final de l'any 2016 aplegava més de 400 clubs o entitats, amb un total de 39.888 llicències federatives emeses i més de 70.000 socis de clubs excursionistes.

## Llista de presidents

### Cèsar August Torras i Ferreri(1920-1923)
Pioner de l'excursionisme català, va començar a fer excursions organitzades a la muntanya, i va ser secretari de la primera junta directiva de l'Associació Catalanista d'Excursions Científiques, l'entitat que va marcar el punt de partida de l'excursionisme modern quan va ser fundada l'any 1876, la qual va presidir de 1885 a 1888 i que anys més tard es va convertir en el Centre Excursionista de Catalunya, del qual també va ser president en dues etapes, de 1902 a 1915 i de 1921 a 1923. Va ser el primer president de la Lliga de les Societats Excursionistes de Catalunya, precursora de l'actual Federació d'Entitats Excursionistes de Catalunya. El cop d'Estat del general Miguel Primo de Rivera va comportar entre altres decisions, la supressió de la Lliga de les Societats Excursionistes de Catalunya.

### Francesc Maspons i Anglasell(1930-1935)
Després que un secretariat de coordinació s'encarregués de mantenir viu l'esperit de la Lliga durant la dictadura de Primo de Rivera malgrat la seva prohibició, va ser el primer president quan aquesta va reprendre la seva activitat l'any 1930 amb el nom de Federació d'Entitats Excursionistes de Catalunya i va romandre en el càrrec fins a 1935.

### Francesc Maspons i Anglasell(1935-1939)
Sorgit del Centre Excursionista Barcelonès (CEB), del qual va ser secretari i a partir de 1929 vicepresident, va accedir a la presidència de la federació al principi de 1935 i oficialment ho va deixar de ser el 12 de maig de 1939, quan Ignasi de Quadras el va substituir i ell es va quedar a la vicepresidència durant un any més. Jutge de proves d'esquí, conferenciant i autor de diversos llibres sobre muntanyisme i excursionisme, com Refugis pirinencs (1930) i Humor muntanyenc (1935), sota la signatura de V. E. Garcia Marià, també va ser soci del Centre Excursionista de Catalunya des de 1934 i membre de la junta directiva de la Touring Associació de Catalunya en representació de la FEEC des de 1935.

### Ignasi de Quadras Feliu(1939-1941)
Va ser el delegat d'excursionisme, muntanyisme i esquí designat pel Consejo Nacional de Deportes de l'estat espanyol i el Comitè Olímpic Espanyol en acabar la Guerra Civil l'any 1939, i el primer president de la Federación de Montañismo y Esquí de los Pirineos Orientales, que englobava Catalunya, creada el 21 de desembre de 1940 per les autoritats franquistes. El 31 d'octubre de 1941, però, aquesta federació es va dissoldre i tot el seu patrimoni se'l va quedar la Federación Catalana de Esquí, que ell mateix va seguir presidint.

### Estanislau Pellicer Navarro (1942-1951)
Va ser el responsable de la delegació catalana de la Federación Española de Montañismo durant nou anys, entre 1942 i 1951. Va ser un destacat escalador durant els anys vint, i un gran conferenciant i autor d'articles sobre temes de muntanya. Soci del Centre Excursionista de Catalunya i col·laborador habitual de la seva junta directiva, va ser el director de la biblioteca del CEC entre 1940 i 1946. Aquell mateix any va promoure l'edició del Cançoner de la Secció de Muntanya i el 1948 va ser l'autor del pròleg del llibre Escalada, d'Ernest Mallafré. El 1945 va ser nomenat membre d'honor del Centre Acadèmic d'Escalada i després de deixar la presidència de la delegació catalana de la Federació Espanyola, en va ser membre d'honor.

### Eduard Padrós de Palacios(1951-1963)
Va fer nombrosos cims com a escalador en actiu i va començar a tenir responsabilitats directives molt aviat. Del 1931 al 1943 va ocupar diversos càrrecs en la Unió Excursionista de Catalunya, entre aquests el de president a partir de 1940. Va ser el màxim responsable de l'excursionisme i muntanyisme català durant tretze anys, els primers dotze com a delegat de la Federació Espanyola i el darrer com a delegat de la Federació Catalana. Una vegada va deixar les responsabilitats directives va ser nomenat president honorari de la Federació Catalana.

### Francesc Martínez Massó(1963-1977)
Practicant de l'excursionisme des de molt jove, el 1940 es va fer soci de la Unió Excursionista de Catalunya, la secció de muntanya la qual va presidir abans d'arribar a la presidència de la federació. El 1951 havia estat nomenat president de la Comissió de Refugis i Campaments de la delegació catalana de la Federació Espanyola i des d'aquest càrrec, i després en el de president, va seguir impulsant la construcció de refugis fins a crear-ne una important xarxa en tot el territori català. Durant el seu mandat a la Federació Catalana va néixer l'any 1966, la revista federativa Vèrtex i dos anys després es va crear la Diada de la Flama de la Llengua Catalana a Montserrat.

### Josep Maria Massana Torras (1977)
Practicant de l'excursionisme i de l'esquí de fons des dels catorze anys i soci del Centre Excursionista de Catalunya des dels setze, també va ser president de la UEC Anoia d'Igualada. Va presidir la federació durant uns mesos l'any 1977, en una etapa convulsa de transició en la qual la seva principal tasca va ser intentar descentralitzar-la i donar un paper més protagonista a les entitats, en contra del parer de la Federació Espanyola .

### Alexandre Marcet Reverté(1977-1979)
Va presidir la Comissió Gestora que va regir la federació durant vint mesos entre final de 1977 i principi de 1979 a causa de la divisió interna entre els partidaris que fos un ens merament administratiu i burocràtic amb independència de les entitats i els que volien que tingués plena força decisòria. Es va iniciar en els esports de muntanya en el Club Excursionista de Gràcia (CEG), en el qual posteriorment va ocupar diversos càrrecs. El 1941 va ser un dels fundadors del Grup Especial d'Escalada, de la junta directiva del qual també va formar part, i entre 1942 i 1946 va ser delegat del CEG en la Federació Catalana d'Esquí, esport que també practicava.

### Joan Garrigós Toro(1979-1992)
Soci del Club Excursionista Pirenaic i de la Real Sociedad de Alpinismo Peñalara, i practicant de la majoria d'esports de muntanya durant més de cinquanta anys, en especial l'alpinisme, l'escalada i l'esquí de muntanya. Va ser elegit president el maig de 1979 i va mantenir-se en el càrrec fins a l'any 1992. Aquell mateix any va guanyar les eleccions a la presidència de la Federació Espanyola d'Esports de Muntanya i Escalada, càrrec en el qual també ha estat reelegit diverses vegades.

### Francesc Sanahuja i Toledano(1993-1997)
Membre del Club Excursionista de Gràcia des de 1991 entitat de la qual va ocupar la presidència, va iniciar la seva activitat muntanyenca als nou anys i ben aviat va començar a practicar l'escalada. Entre altres expedicions, va participar en una a Groenlàndia (1985) i una a Alaska (1995). Va presidir la federació entre 1993 i 1997, una etapa que va estar caracteritzada pel seu enfrontament amb el president de la Federació Espanyola i antecessor en el càrrec.

### Joan Bernat Clarella Biargé (1997-2001)
Va accedir a la presidència el mes de febrer de 2007. Vinculat al muntanyisme professional i esportiu, durant la seva etapa com a president, la federació va ser reconeguda per la Unió Internacional d'Associacions d'Alpinisme, i la selecció catalana de curses de muntanya va començar la seva ratxa de victòries a la Copa del Món de Curses de Muntanya de la Federació d'Esports d'Altitud (FSA).

### Antoni Joan Fondevila Martí(2001-2009)
Escalador i dirigent esportiu, va accedir a la presidència l'any 2001, després d'haver-ne estat vicepresident del 1997 al 2003. Ha format part del grup els Barrufets, que han obert diverses vies d'escalada a Catalunya, i del Grup d'Alta Muntanya i Escalada (GAME), amb el qual va fer ascensions als principals massissos d'Europa, el Marroc, Etiòpia i el Canadà. Ha estat instructor d'alpinisme, escalada i esquí de muntanya de l'Escola Catalana d'Alta Muntanya, des del 1970, i ha publicat diversos articles en revistes especialitzades com ara Extrem o Vèrtex. Durant el seu mandat la selecció catalana de curses de muntanya va guanyar diverses copes del món tant a nivell individual com per equips fins que el 2008 es va refundar la International Skyrunning International, que va admetre la federació espanyola i va deixar la FEEC com a membre associat. Ha estat membre del Consell directiu de la Unió de Federacions Esportives de Catalunya.

### Daniel Planas Perpiñà (2009-2011)
Ha estat soci de la Unió Excursionista Sant Joan de les Abadesses durant molts anys, accedint a diversos càrrecs; del 1984 al 1991 vocal de la secció infantil i juvenil, del 1992 al 1996 secretari i del 1997 al 2004 ha estat el president. Des del 2005 al 2008 fou Representant Territorial de la VI Vegueria FEEC (Ripollès, Cerdanya i Osona), i des del 1980 al 1984 monitor i cap de l'Agrupament Escolta Abat de Villalba de Sant Joan de les Abadesses.

### Jordi Merino Urbano(2011-)
Va accedir a la presidència el 2011 i va tornar a ser escollit el 2017. Soci i expresident del Centre Muntanyenc Sant Llorenç de Terrassa entre 1992 i 2007, va ser monitor i instructor de l'Escola Catalana d'Alta Muntanya i organitzador de diferents campionats i Opens d'escalada esportiva i escalada en bloc d'àmbits català i estatal, així com de moltes marxes, caminades, maratons i curses de muntanya a l'entorn del Vallès. Durant el seu mandat ha presidit el "VI Congrés Excursionista Català", que feia 30 anys que no es convocava. El maig de 2013 va crear l'Àrea de Transició Nacional dins de l'estructura federativa amb l'objectiu de col·laborar amb diferents organitzacions esportives caracteritzades per la defensa dels drets nacionals de Catalunya. És vocal de la junta de la Federació Espanyola, vicepresident del Fòrum d'Esport Alumni Universitat de Barcelona, i membre dels Consell Directiu de la Unió de Federacions Esportives de Catalunya.